# Toromona
Toromona, pleme Tacanan Indijanaca naseljeno između gornjeg toka rijeke Madidi i Heatha na sjeverozapadu departmana La Paz (provincija Iturralde), Bolivija. Jezično su najbliži plemenima Tacana i Reyesano. 
O plemenu Toromona govori se da su u kontakt s civilizacijom dolazili samo kroz ratne sukobe. Oni danas predstavljaju etnografsku enigmu Bolivije i o njima se ništa pouzdano ne zna, ni točna lokacija niti njihov broj. Norveški biolog Lars Hafskjold kome je san bio pronači postojanje Toromona nestao je bez traga u džungli 1997. godine.
Adelaar (2000) im broj procjenjuje na 200

## Vanjske poveznice
- In Search of the Toromona  Arhivirana inačica izvorne stranice od 7. lipnja 2008. (Wayback Machine)
- Bolivia: Indigenous Toromona in voluntary isolation in serious danger of disappearing  Arhivirana inačica izvorne stranice od 19. siječnja 2011. (Wayback Machine)